# Myanmar
Myanmar of Birma (uitspraak: [mijɑnˈmɑr] / [ˈbɪrma];  Birmees: မြန်မာ; officieel de Republiek van de Unie van Myanmar; ပြည်ထောင်စု သမ္မတ မြန်မာနိုင်ငံတော်‌) is een land in Zuidoost-Azië. Myanmar grenst in het noordwesten aan Bangladesh en het noordoosten van India, in het noorden aan China en in het oosten aan Laos en Thailand. In het zuiden heeft Myanmar een lange kustlijn met de Indische Oceaan. Het is naar bbp gemeten het armste land in de regio en heeft een economie die vooral berust op de productie van aardgas, de landbouw, visserij en textielindustrie. In het zuidwesten heeft het een lange kustlijn met de Golf van Bengalen en de Andamanse Zee (delen van de Indische Oceaan). Myanmar heeft een multi-etnische bevolking. De grootste groep, de Bamar (Birmanen), vormt in het centrale deel van het land de meerderheid en domineert de cultuur en economie.
Myanmar had in de jaren 2010 een gedeeltelijk democratisch bestuur ontwikkeld waarbij het leger (de Tatmadaw) een deel van de macht in handen hield. Nadat het leger in 2020 de verkiezing verloor, pleegde het een staatsgreep. Daardoor wordt Myanmar sinds 2021 weer geregeerd door een junta. In delen van het land woeden sindsdien gewapende opstanden van verzetsgroepen. Dit heeft geleid tot grote humanitaire problemen. De hoofdstad is Naypyidaw, maar de grootste stad is Yangon (Rangoon), dat in het zuiden van het land ligt, in de delta van de Irrawaddy. De Irrawaddy is de belangrijkste rivier van Myanmar en stroomt van noord naar zuid door het land.

## Etymologie
In 1824 werd het huidige Myanmar als kolonie ingelijfd door het Britse Rijk onder de naam Burma (Nederlandse spelling: Birma). Toen het land in 1948 onafhankelijk werd, bleef het aanvankelijk deze naam gebruiken in het internationale verkeer. De naam in het Birmees werd al die tijd reeds geschreven als  (myanma). In 1989 gaf het toenmalige militaire bestuur te kennen dat het land zich voortaan ook in internationaal verband Myanmar zou noemen. Overheden en politieke groeperingen die tegen het militaire bestuur gekant waren, zoals de Verenigde Staten en binnenlandse dissidenten, accepteerden deze 'naamsverandering' niet. Ook sommige media en veel westerse landen gebruiken nog steeds de oude naam Birma. De Verenigde Naties hebben de verandering daarentegen wel geaccepteerd.
De naam Myanmar komt van Myanma Naingngandaw, een lokale naam voor het land die in de 12e eeuw werd gebruikt, en verwijst naar de Myanmah, een etnische groep. De aanduiding Burma is door de Britten overgenomen van de Portugezen en is een verbastering van Bamar, een alternatieve spelling van de eerdergenoemde etnische groep. In het Birmees ligt de uitspraak van de m en de b dicht bij elkaar, wordt de r zelden uitgesproken, en is de n in sommige gevallen stom. De lokale uitspraak van Myanmar en Burma ligt derhalve erg bij elkaar en in het Birmees worden ze dan ook beide op dezelfde manier geschreven: . Alleen in transcripties naar een ander alfabet (zoals het Latijnse alfabet) bestaan er verschillende schrijfwijzen van ditzelfde woord.

## Betekenis van de vlag
Het huidige ontwerp van de nationale vlag van Myanmar werd in gebruik genomen op 21 oktober 2010. Het bestaat uit horizontale banen geel, groen en rood, met een grote witte ster in het midden. De kleuren symboliseren solidariteit (geel), vrede en rust (groen) en moed en besluitvaardigheid (rood). Dezelfde kleuren werden gebruikt door een door de Japanners in 1943-1945 geïnstalleerde marionettenregering.

## Natuurlijk

### Geografie

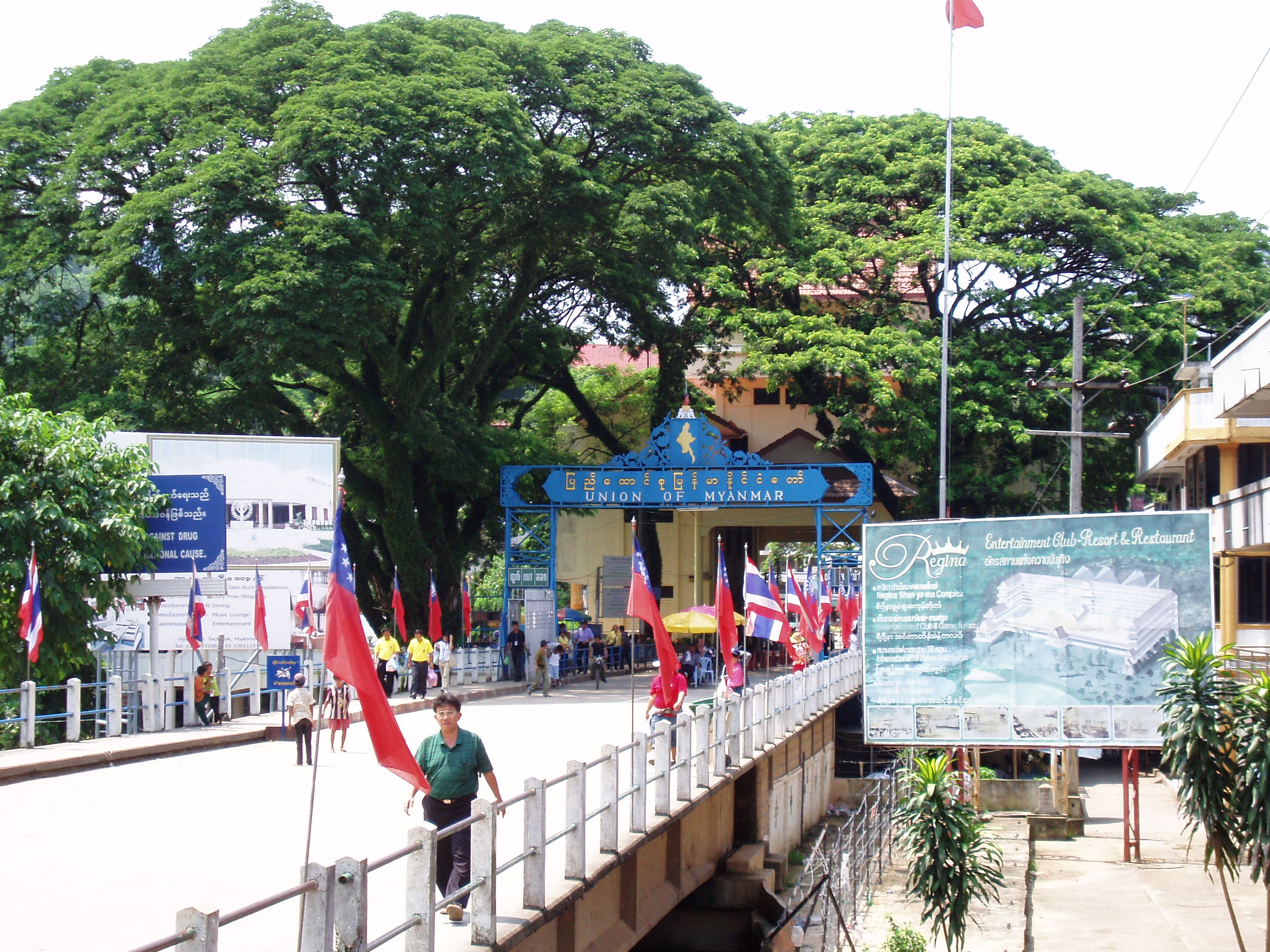
Grens met Thailand

Myanmar ligt tussen 10 en 28 graden noorderbreedte en 92 en 101 graden oosterlengte. De oost- en westgrenzen van het land worden gevormd door gebergtes die de uitlopers vormen van de Himalaya. De hoogste berg ligt in de "punt" in het noorden van het land en heet de Hkakabo Razi (5.881 meter). In de afgelegen hoogste delen is eeuwige sneeuw. Tussen deze gebergtes ligt de laagvlakte die gevormd wordt door de rivier de Irrawaddy en andere rivieren. In het centrale gedeelte van Myanmar ligt ook een droog gedeelte met weinig regenval. In het oosten van het land ligt het Shan-plateau. Verder is er nog de strook land op het schiereiland Malakka in het zuidoosten, de Tenasserimstrook. Ook liggen er veel eilanden voor de kust van Myanmar.

### Geologie
Myanmar ligt in een seismisch zeer actief gebied. De Sagaingbreuk tussen de Indische plaat en de Euraziatische plaat loopt in noord-zuid richting midden door het land. Er zijn veel kleine aadbevingen geweest, maar ook grote met een magnitude van 7-8. Op 28 maart 2025 werd het land getroffen door een aardbeving met een magnitude van 7.7. Het epicentrum lag in de regio Sagaing bij de steden Sagaing en Mandalay. 

### Klimaat
Myanmar heeft een tropisch moessonklimaat. Er zijn drie seizoenen, het regenseizoen van eind mei tot midden oktober, het koele droge seizoen van eind oktober tot midden februari en het hete droge seizoen van eind februari tot midden mei. De regenval varieert sterk door het land, met een zeer droog gebied in het midden van het land.

### Natuurlijke vegetatie
Ongeveer 50% van het land wordt bedekt door bossen. Aan de kust is er een mangrove-begroeiing. In de hoger gelegen gebieden zijn er bossen van eiken- en dennenbomen. In het centrum van het land ligt een relatief droog gebied waar de begroeiing bestaat uit struiken, grassen en cactussen.

## Bestuurlijke indeling
Myanmar is staatkundig onderverdeeld in 21 administratieve subdivisies, waaronder:
| Soort                     | Birmaanse naam | # |
| ------------------------- | -------------- | - |
| Staat                     | ပြည်နယ်           | 7 |
| Regio                     | တိုင်းဒေသကြီး          | 7 |
| Union Territory           | ပြည်တောင်စုနယ်မြေ       | 1 |
| Zone met eigen bestuur    | ကိုယ်ပိုင်အုပ်ချုပ်ခွင့်ရဒေသ  | 5 |
| Divisie met eigen bestuur | ကိုယ်ပိုင်အုပ်ချုပ်ခွင့်ရ တိုင်း | 1 |

## Bevolking
De bevolking van Myanmar bestaat uit vele etnische groepen, waaronder: Bamar (68%), Shan (9%), Karen (6%), Rakhine (5%), Chinezen (3%), Rohingya (2,5%), Mon (2%) en de Kachin (1%).
Een volkstelling werd verricht tussen 30 maart en 10 april 2014 met hulp van de Verenigde Naties. Het aantal Myanmarezen werd vastgesteld op 51,42 miljoen. Een eerdere onjuiste raming van zestig miljoen was gebaseerd op extrapolaties uit de vorige census, in 1983.

### Religie
Het grootste gedeelte van de bevolking is boeddhistisch (theravada) (89%). Het christendom (4%, waarvan 3% baptisten en 1% katholieken) en de islam (4%, soennieten) zijn de andere belangrijke religies. Een procent van de bevolking hangt het animistische geloof, het geloof in geesten (de 'nats'), aan. Daarnaast is ook onder de boeddhistische bevolking het animistische geloof wijdverbreid. De stamreligies van de bergvolkeren zijn sjamanistisch.
| Religieuze samenstelling (2014) | Religieuze samenstelling (2014) | Religieuze samenstelling (2014) | Religieuze samenstelling (2014) | Religieuze samenstelling (2014) |
| ------------------------------- | ------------------------------- | ------------------------------- | ------------------------------- | ------------------------------- |
|                                 |                                 |                                 |                                 |                                 |
| Boeddhisme                      | Boeddhisme                      |                                 | 87,8%                           | 87,8%                           |
| Christendom                     | Christendom                     |                                 | 6,2%                            | 6,2%                            |
| Islam                           | Islam                           |                                 | 4,3%                            | 4,3%                            |
| Animisme                        | Animisme                        |                                 | 0,8%                            | 0,8%                            |
| Hindoeïsme                      | Hindoeïsme                      |                                 | 0,5%                            | 0,5%                            |
| Geen/Overig                     | Geen/Overig                     |                                 | 0,5%                            | 0,5%                            |

De eerste contacten met het christendom kwamen op het einde van de 16e eeuw tot stand door Portugese seculiere missionarissen. Verschillende kloosterorden (o.a. franciscanen, dominicanen en barnabieten) hebben daarna missiearbeid in Birma verricht. In 1955 kreeg Birma een eigen hiërarchie. In 1966 hebben veel missionarissen aanzegging gekregen om het land te verlaten. Thans maken de katholieken ongeveer 1% van de bevolking uit.
De protestantse zendingsarbeid begon in 1813 met de komst van de Amerikaanse baptist Adoniram Judson, die onder andere de gehele Bijbel in het Birmaans vertaalde.

### Taal
Het Birmaans is de officiële taal. Het wordt geschreven met het Birmese schrift. Op kleine schaal wordt er ook Engels gesproken. De verschillende etnische groepen hebben hun eigen talen.
Birmese namen worden gegeven volgens een uniek systeem. Het systeem van de naamgeving in Myanmar is al zeer oud. In de tijd van de overheersing door de Britten is een westers systeem ingevoerd, maar sinds de onafhankelijkheid wordt de voorkeur gegeven aan het traditionele systeem.

## Economie
In Myanmar heeft de bevolking een zeer laag inkomen: één derde van de mensen leeft onder de armoedegrens en volgens de Verenigde Naties heeft 10% niet eens geld om aan dagelijks voedsel te komen. Volgens internationale rapportages is het beleid van de junta's hiervan de oorzaak. Zij hebben de economie te gronde gericht en het land behoort inmiddels tot de armste ter wereld. Regeringsmaatregelen hebben geleid tot schaarste en enorme geldontwaarding waardoor bijvoorbeeld de burgers in 1987 in één klap al hun spaargeld kwijt waren. Door in augustus 2007 de brandstofprijzen met 500% te verhogen werd het vervoer van voedings- en gebruiksartikelen naar de bevolkingscentra onbetaalbaar.
Veel westerse ondernemingen hebben het land inmiddels verlaten, mede onder druk van actiegroepen en dreiging van boycots.
Het land beschikt weliswaar in voldoende mate over olie, gas, tropisch hardhout en edelgesteenten zoals jade en robijnen (van uitzonderlijke kwaliteit), maar dat alles wordt geëxporteerd naar en via
buurlanden. Waar de opbrengsten heen gaan is twijfelachtig.

### Landbouw
Landbouw zorgt voor werk en levensonderhoud voor 64% van de bevolking. Het belangrijkste landbouwproduct is rijst. Maïs en suikerriet zijn andere belangrijke gewassen.

### Mijnbouw en energie
Myanmar heeft veel natuurlijke grondstoffen maar door gebrek aan kapitaal worden deze bijna niet geëxploiteerd. Er worden veel edelstenen gevonden in het land, vooral de robijnen uit Myanmar zijn zeer gewild vanwege hun "puurheid". De houtkap is een voorname bron van inkomsten. Vooral het teak is gewild. Veel van deze bedrijven exporteren via Thailand om sancties te ontlopen.
In het land is ook aardgas aangetroffen. De reserves werden per eind 2011 getaxeerd op zo’n 220 miljard m3. De gasproductie laat een stijgende lijn zien. In 2004 werd voor het eerst meer dan 10 miljard m3 geproduceerd en in 2011 was dit gestegen naar 12,5 miljard m3 op jaarbasis. De binnenlandse gasconsumptie is laag en veel van het gas wordt geëxporteerd naar Thailand. In het begrotingsjaar 2011/2012 leverde de gasexport zo’n $ 3,5 miljard op en het IMF verwacht dat dit zal stijgen naar $ 4 miljard in 2013. China wordt een tweede belangrijke afnemer. Er wordt gewerkt aan een gaspijplijn van het Shwe-gasveld voor de kust van Myanmar naar Ruili op de grens met de Chinese provincie Yunnan. Dit project wordt naar verwachting medio 2013 afgerond. Naast deze gaspijplijn wordt ook gewerkt aan een 770 kilometer lange oliepijplijn. Olie afkomstig uit het Midden-Oosten wordt gelost bij een nieuwe olie-importterminal in Myanmar en vandaar verpompt naar China. China wil hiermee de afhankelijkheid van de olieaanvoer met tankers via de smalle Straat Malakka verminderen.
In 2014 produceerde het land 26 miljoen ton olie-equivalent (Mtoe), 50% gas en 43% biobrandstof en afval. (1 Mtoe = 11,63 TWh, miljard kilowattuur). Dat was genoeg voor de energievoorziening, het TPES (total primary energy supply): 19 Mtoe. Het land exporteerde 7 Mtoe fossiele brandstof meer dan het importeerde.
Van de energie ging ongeveer 2 Mtoe verloren bij conversie, vooral bij elektriciteitsopwekking. Voor eindgebruikers resteerde 17 Mtoe waarvan 0,9 Mtoe = 10 TWh elektriciteit die voor 62% met waterkracht opgewekt werd.
De uitstoot van kooldioxide was 20 megaton, dat is 0,4 ton per persoon, weinig vergeleken met het wereldgemiddelde 4,5 ton per persoon.

### Industrie
De industrie produceert voornamelijk voor de eigen markt op kleine schaal. 7% van de bevolking werkt in de industrie.

### Export
Myanmar wordt inmiddels op lokaal en internationaal niveau genoemd als een land waar het leger een heel grote producent en exporteur is van lsd en opium. Doorgaans worden deze producten verkocht aan Thaise en Chinese handelaren die ze in Azië en Europa op de markt brengen. De overheid ontkent dit maar geeft wel toe een probleem te hebben met smokkelaars van deze producten. In een recent uitgezonden reportage betoogt de BBC echter dat het leger hierin kennelijk van staatswege wel degelijk een rol speelt omdat de plantages altijd in de nabijheid van militaire kampen zijn gelegen.

## Bekende Birmanen/Myanmarezen
- U Thant (1909-1974), diplomaat
- Aung San (1915-1947), revolutionair
- Tin Moe (1933-2007), dichter
- Aung San Suu Kyi (1945), politica en dissident

## Documentaire
- Myanmar Diaries, documentaire van uit Myanmar gevluchte jonge anonieme filmmakers: The Myanmar Film Collective; begeleiding en eindmontage door Nederlandse filmproducent ZINdoc; 2022. Uitgezonden op 2 maart 2023 op NPO2 (2doc) KRO-NCRV. Beklemmend beeld van het dagelijks leven in Myanmar na de coup van 2021 door militaire junta. Geweldloos protest enerzijds (burgers slaan massaal op pannen bv), keiharde repressie anderzijds. In de jungle oefent het volksleger.[13]